# نجات قربان‌اف
نجات قربان‌اف (ترکی آذربایجانی: Nicat Qurbanov؛ زادهٔ ۱۷ فوریهٔ ۱۹۹۲) بازیکن فوتبال اهل جمهوری آذربایجان است.
از باشگاه‌هایی که در آن بازی کرده‌است می‌توان به باشگاه فوتبال زیره اشاره کرد.